# KK Rogaška
O Košarkarski Klub Rogaška (em português:  Rogaška Basquetebol Clube), conhecido também apenas como KK Rogaška, é um clube de basquetebol baseado em Rogaška Slatina, Eslovênia que atualmente disputa a 1.SKL e na segunda divisão da Liga Adriática. Manda seus jogos no ŠD Rogaška Slatina com capacidade para 1.100 espectadores.

## Histórico de Temporadas
| Temporada | Nível | Liga  | Pos. | J     | PL  | Resultado         | Competições internacionais |
| --------- | ----- | ----- | ---- | ----- | --- | ----------------- | -------------------------- |
| 2005-06   | 3     | D2    | 3    | 13-5  |     |                   |                            |
| 2006-07   | 3     | D2    | 2    | 15-3  |     | Promovido         |                            |
| 2007-08   | 2     | 1B    | 8    | 11-15 |     |                   |                            |
| 2008-09   | 2     | 1B    | 3    | 21-5  |     |                   |                            |
| 2009-10   | 2     | 1B    | 2    | 20-06 |     | Finalista         |                            |
| 2010-11   | 2     | 2.SKL | 1    | 24-2  |     | Promovido campeão |                            |
| 2011-12   | 1     | 1.SKL | 9    | 13-15 |     |                   |                            |
| 2012-13   | 1     | 1.SKL | 7    | 17-11 |     |                   |                            |
| 2013-14   | 1     | 1.SKL | 2    | 14-4  | 1-2 | Quartas de finais |                            |
| 2014-15   | 1     | 1.SKL | 6    | 12-10 | 5-5 | Finalista         |                            |
| 2015-16   | 1     | 1.SKL | 1    | 15-1  | 1-2 | Quartas de finais |                            |
| 2016-17   | 1     | 1.SKL | 6    | 12-10 | 3-4 | Finalista         | R Alpe Ádria SM            |
| 2017-18   | 1     | 1.SKL |      |       |     |                   | R Liga Adriática (2ª div)  |

fonte:eurobasket.com

## Títulos

### Competições domésticas
- Liga Eslovena

Finalista (2):2014-15, 2016-17
- Segunda divisão

Campeões (1): 2010-11